# 段刚
段剛（？—361年），五胡十六国時代前燕人物。
段剛在前燕担任上党郡太守。355年十二月，上党人馮鴦将段剛驱逐出上党。馮鴦自称上党郡太守，据守安民城，归降东晋。
段剛转任建威将軍。361年二月，平陽人归降前燕，段剛任平陽郡太守。皇帝慕容暐派遣督護韓苞率兵与他共守平陽。九月，并州刺史張平背叛前燕，攻打平陽。平陽陷落，段刚、韩苞被杀。